# Deinypena
Deinypena là một chi bướm đêm thuộc họ Noctuidae.